# Raffelspitze
Raffelspitze är en bergstopp i Österrike, på gränsen till Tyskland. Den ligger i den västra delen av landet, 400 km väster om huvudstaden Wien. Toppen på Raffelspitze är 2 324 meter över havet.
Terrängen runt Raffelspitze är huvudsakligen bergig, men åt nordost är den kuperad. Närmaste större samhälle är Thaur, 18,3 km söder om Raffelspitze. 
Trakten runt Raffelspitze består i huvudsak av gräsmarker. Runt Raffelspitze är det ganska tätbefolkat, med 166 invånare per kvadratkilometer.